# Ácido fluorídrico
Ácido fluorídrico, solução aquosa do fluoreto de hidrogénio ou ainda o fluoreto de hidrogénio anidro, que apresenta-se líquido até 19,5°C, é um ácido do grupo dos hidrácidos. O fluoreto de hidrogênio é um gás ou vapor esverdeado, de fórmula HF. Apresenta-se em solução como líquido incolor e fumegante de odor penetrante (assim como o gás ou vapor puro).
O HF possui pressão de vapor de 15,54 mmHg e densidade de vapor 0,7. Sua entalpia de formação é de -273,30 kJ/mol (gás) e sua entropia molar é 173,78 J/mol·K.

## Propriedades químicas
Sabendo-se que a "força" dos hidrácidos varia de acordo com a eletronegatividade do elemento ligado ao hidrogênio, pode-se deduzir que o HF é um ácido forte. Contudo, isso não ocorre, pois, apesar de a eletronegatividade do flúor ser a maior dentre os elementos conhecidos (4230), o fator mais importante é a estabilidade do íon formado, que, neste caso, tem sua estabilidade reduzida, pois o raio atómico do flúor, por ser o menor conhecido (excetuando os gases nobres) atrapalha a acomodação da carga negativa, com forte repulsão entre os elétrons externos, a chamada dispersão. Sendo assim, o HF é um ácido moderado, que tem como maior propriedade sua facilidade em atacar materiais silicáticos (principalmente o vidro). Por isso o HF só deve ser armazenado em recipientes de plásticos, sendo usado especialmente o polietileno e o teflon.

## Utilização
É usado na produção de sais fluorados, criolita, agrotóxicos, detergentes, teflon, na purificação de minérios (de nióbio e tântalo), na alquilação de petróleo (gasolina de alta octanagem) , no enriquecimento do urânio para fins de geração de energia nuclear e em uma das etapas de produção de processadores.

## Obtenção
O produto é obtido a partir da reação entre o ácido sulfúrico e a fluorita seca, originando além do ácido fluorídrico (quando em solução aquosa) ou fluoreto de hidrogênio (quando a seco), o sal sulfato de cálcio. Seguindo a reação:
H2SO4 + CaF2 → CaSO4 + 2HF

## Advertências
- Quando concentrado, reage violentamente com os hidróxidos alcalinos sólidos, como o hidróxido de sódio e o hidróxido de potássio.
- Ingestão: tóxico, pode ser fatal.
- Inalação: dispnéia, broncoespasmos, obstrução das vias respiratórias, queimaduras.
- Contato com a pele: Produz queimaduras graves e extremamente dolorosas, e devido ao tamanho extremamente pequeno de sua molécula, percorre os tecidos vivos, penetrando a pele e demais tecidos até atacar o tecido ósseo.
- Contato com os olhos: pode provocar lesões permanentes.